# Fabricius (geslacht)

Wapen van Albert Lourens Cornelis Fabricius

Fabricius is een Nederlands geslacht waarvan leden sinds 1828 tot de Nederlandse adel behoren en dat in 1928 uitstierf.

## Geschiedenis
De stamreeks begint met Meynaert Gavesz, een smid en eigenaar van een huis in de Spaarnwoudestraat te Haarlem, vermeld tussen 1543 en 1561. Zijn zoon Arent (circa 1547-1624) werd raad in de vroedschap, schepen en burgemeester te Haarlem. Vele nazaten hadden daarna zitting in het stadsbestuur van Haarlem, vervolgens van Amsterdam. Een nazaat, Johan Carel Willem Fabricius, heer van Leyenburg, Loenen en Wolferen (1795-1881), werd bij KB van 24 februari 1828 verheven in de Nederlandse adel. Bij KB van 2 juli 1842 gebeurde hetzelfde voor zijn broer Albert Lourens Cornelis Fabricius, heer van Heukelum (1793-1853). Met een dochter van de eerste stierf het geslacht in 1928 uit.

## Enkele telgen

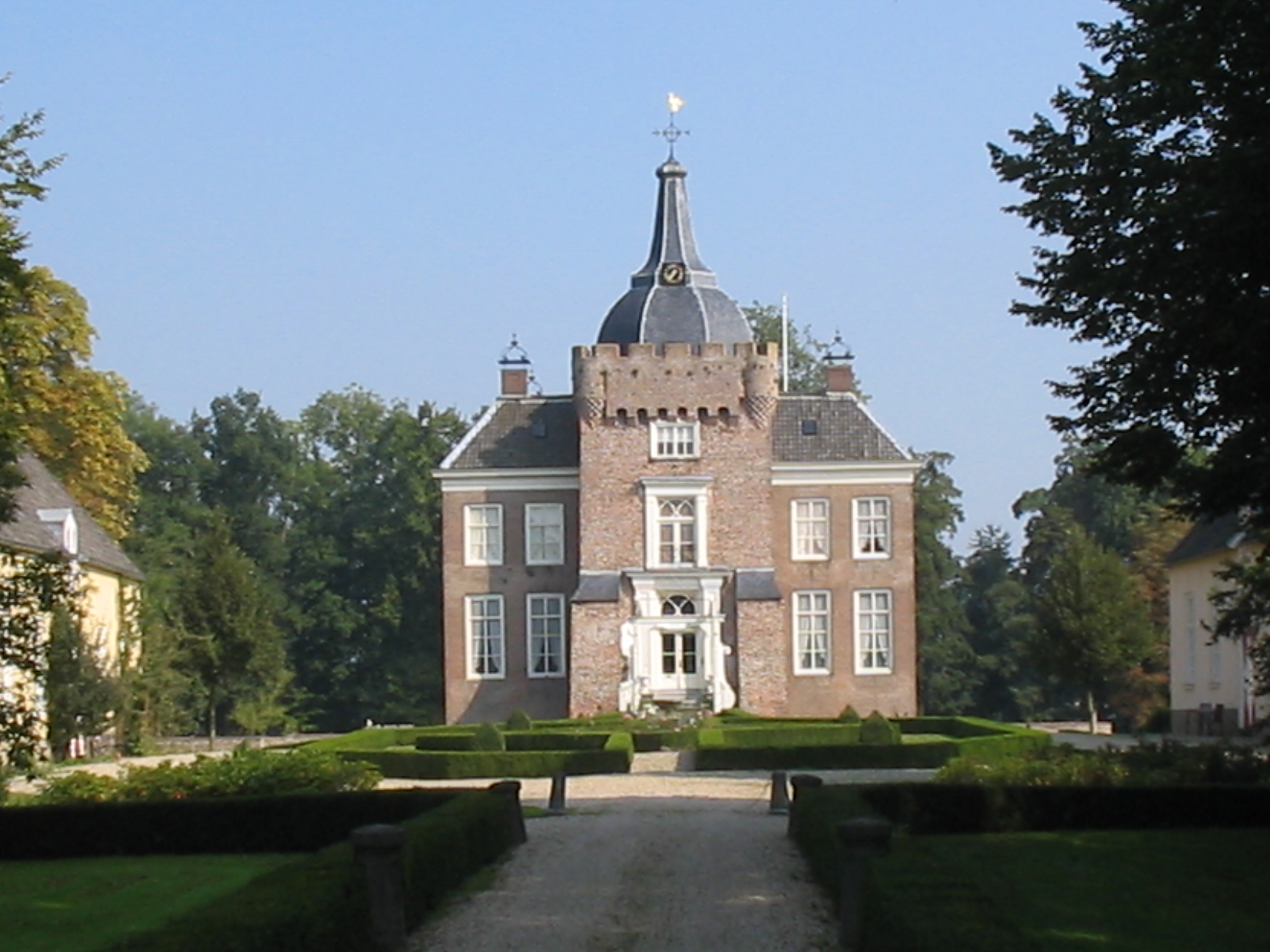
Kasteel Heukelum

Arent Meyndertsz (circa 1547-1624), raad in de vroedschap, schepen en burgemeester van Haarlem
- Meyndert Fabricius (1582-1622), raad en secretaris van Haarlem
  - Arent Fabricius (1609-1645), raad in de vroedschap en schepen van Haarlem
    - Mr. Willem Fabricius, heer van Santhorst (1642-1708), raad in de vroedschap, schepen en burgemeester van Haarlem
      - Mr. Albert Fabricius, heer van Almkerk, Sandwijk, Uppel en Doorn (1676-1736), secretaris en pensionais van Haarlem
        - Mr. Willem Fabricius, heer van Santhorst, Almkerk, Sandwijk, Uppel en Doorn (1709-1749), raad in de vroedschap en schepen van Haarlem
          - Mr. Albert Fabricius, heer van Almkerk, Sandwijk, Uppel en Doorn (1736-1772), raad in de vroedschap en schepen van Haarlem
            - Adriaan Cornelis Fabricius, heer van Heukelom (1767-1847), schepen van Amsterdam, kocht in 1813 kasteel Heukelom
              - Jhr. .Albert Lourens Cornelis Fabricius, heer van Heukelom (1793-1853)
              - Jhr. Johan Carel Willem Fabricius, heer van Leyenburg, Loenen en Wolferen (1795-1881), lid van de raad van Amsterdam, dijkgraaf
                - Jkvr. Constantia Wilhelma Fabricius (1849-1928), laatste telg van het adellijke geslacht; trouwde in 1882 met Godfried Hendrik Leonard baron van Boetzelaer (1842-1914)
                  - Constantia Wilhelma barones van Boetzelaer, vrouwe van Heukelum (1884-1960); trouwde in 1907 met Paul Antoine Guillaume baron van Heeckeren van Brandsenburg (1878-1959)
                    - Rudolph Alexander baron van Heeckeren van Brandsenburg, heer van Heukelum (1909-1980)
                      - Alexandra Adeline Constante barones van Heeckeren van Brandsenburg, vrouwe van Heukelum (1949)